# Стефан Бояджиев (генерал)
Стефан Христов Бояджиев е български офицер, генерал-майор, адютант на 8-и артилерийска бригада и командир на взвод от 8-и артилерийски полк през Първата световна война (1915 – 1918), главен интендант на войската през Втората световна война (1941 – 1945).

## Биография
Стефан Бояджиев е роден на 5 юни 1895 г. в Търново, Княжество България. През 1915 г. завършва Военното на Негово Величество училище и 2 август е произведен в чин подпоручик. През Първата световна война (1915 – 1918) подпоручик Стефан Бояджиев първоначално е адютант на 8-и артилерийска бригада, за която служба съгласно заповед № 679 от 1917 г. по Действащата армия е награден с Народен орден „За военна заслуга“, V степен на военна лента. На 30 май 1917 е произведен в чин поручик. По-късно служи като командир на взвод от 8-и артилерийски полк, за която служба съгласно заповед № 355 от 1921 г. по Министерството на войната е награден с Военен орден „За храброст“, IV степен, 2 клас.
След края на войната на 1 май 1920 е произведен в чин капитан. През 1922 г. е назначен на служба в 18-и артилерийски полк, а от 1928 г. е на служба в 4-ти артилерийски полк. На 15 май 1930 г. е произведен в чин майор и от същата година е на служба в 4-ти дивизионен артилерийски полк. През следващата година майор Бояджиев служи във Военната академия. На 26 август 1934 г. е произведен в чин подполковник и от същата година е на служба в 7-и дивизионен артилерийски полк, а от 1936 г. е назначен за командир на 6-и дивизионен артилерийски полк.
На 3 октомври 1938 г. е произведен в чин полковник, от 1940 г. е на служба в Главното интендантство, още същата година е преместен на служба в Дирекцията за гражданска подготовка и мобилизация (ДГПМ), а през 1942 г. е назначен за началник на Главното интендантство, на която служба е до 1944 година. На 6 май 1943 г. е произведен в чин генерал-майор, а от 1947 г. е началник на Интендантския отдел. До 1950 г. служи като началник на тила, от която длъжност е освободен и уволнен от служба с Решение № 187 от 1 юни 1950 г. от заседание на Политбюро (ПБ) на ЦК на БКП.
Генерал-майор Стефан Бояджиев умира през 1972 г. в София.

## Семейство
Генерал-майор Стефан Бояджиев е син на генерал-майор Христо Бояджиев.

## Военни звания
- Подпоручик (25 август 1915)
- Поручик (30 май 1917)
- Капитан (1 май 1920)
- Майор (15 май 1930)
- Подполковник (26 август 1934)
- Полковник (3 октомври 1938)
- Генерал-майор (6 май 1943)

## Награди
- Народен орден „За военна заслуга“, V степен на военна лента (1917)
- Военен орден „За храброст“, IV степен, 2 клас (1921)

## Образование
- Военно на Негово Княжеско Височество училище (до 1915)
- Военна академия, интендант (до 1934)